# 1968 na informática

## Eventos
Apresentação do Mouse por Douglas Engelbart

## Nascimentos
| Data          | Nome         | Profissão                     | Nacionalidade  | Observações | Ref |
| ------------- | ------------ | ----------------------------- | -------------- | ----------- | --- |
| 16 de julho   | Larry Sanger | co-fundador da Wikipédia      | Estados Unidos |             |     |
| 6 de novembro | Jerry Yang   | co-fundador da empresa Yahoo! | Taiwan         |             |     |